# Arno
L'Arno è per lunghezza l'ottavo fiume d'Italia (dopo Po, Adige, Tevere, Adda, Oglio, Tanaro, Ticino) e il principale corso d'acqua della Toscana.

## Caratteristiche principali
Ha una lunghezza totale di 241 km, un bacino di 8.228 km² e una portata media stimata annua presso la foce di circa 110 m³/s.
Nasce sul versante meridionale del Monte Falterona, e precisamente dalla sorgente di Capo d'Arno, nell'Appennino tosco-romagnolo, a quota 1.358 m sul livello del mare, e sfocia nel Mar Ligure dopo avere attraversato Pisa. Dopo 12 km scorre con acque copiose già attorno ai 600 metri sul livello del mare grazie agli apporti dei numerosi affluenti che scendono dal Casentino e dal Pratomagno.
Il suo ampio bacino raccoglie le acque di vari sottobacini:
- il Casentino, costituito dall'alto bacino dello stesso Arno fino alla confluenza con il canale Maestro della Chiana;
- la Val di Chiana, piana bonificata nel XVIII secolo e in precedenza paludosa, tributaria anche del fiume Tevere;
- il Valdarno superiore, una lunga valle delimitata a est dal Pratomagno e a ovest dai rilievi della provincia di Siena;
- il sottobacino della Sieve, principale tributario dell'Arno che vi confluisce poco prima di Firenze;
- il Valdarno medio, che si estende dalla confluenza della Sieve fino alla confluenza con l'Ombrone pistoiese, include la piana di Firenze, Sesto Fiorentino, Campi Bisenzio, Prato e Pistoia;
- il Valdarno Inferiore, caratterizzato da vallate in cui scorrono numerosi affluenti importanti come la Pesa, l'Elsa, l'Era (affluenti da sinistra) e il canale Usciana (affluente da destra), che trasporta le acque raccolte dal Padule di Fucecchio e provenienti dai corsi d'acqua della Valdinievole e di una parte del Montalbano. A valle di Pontedera l'Arno scorre poi verso la foce a un livello più elevato rispetto alla pianura circostante.

## Regime idrologico

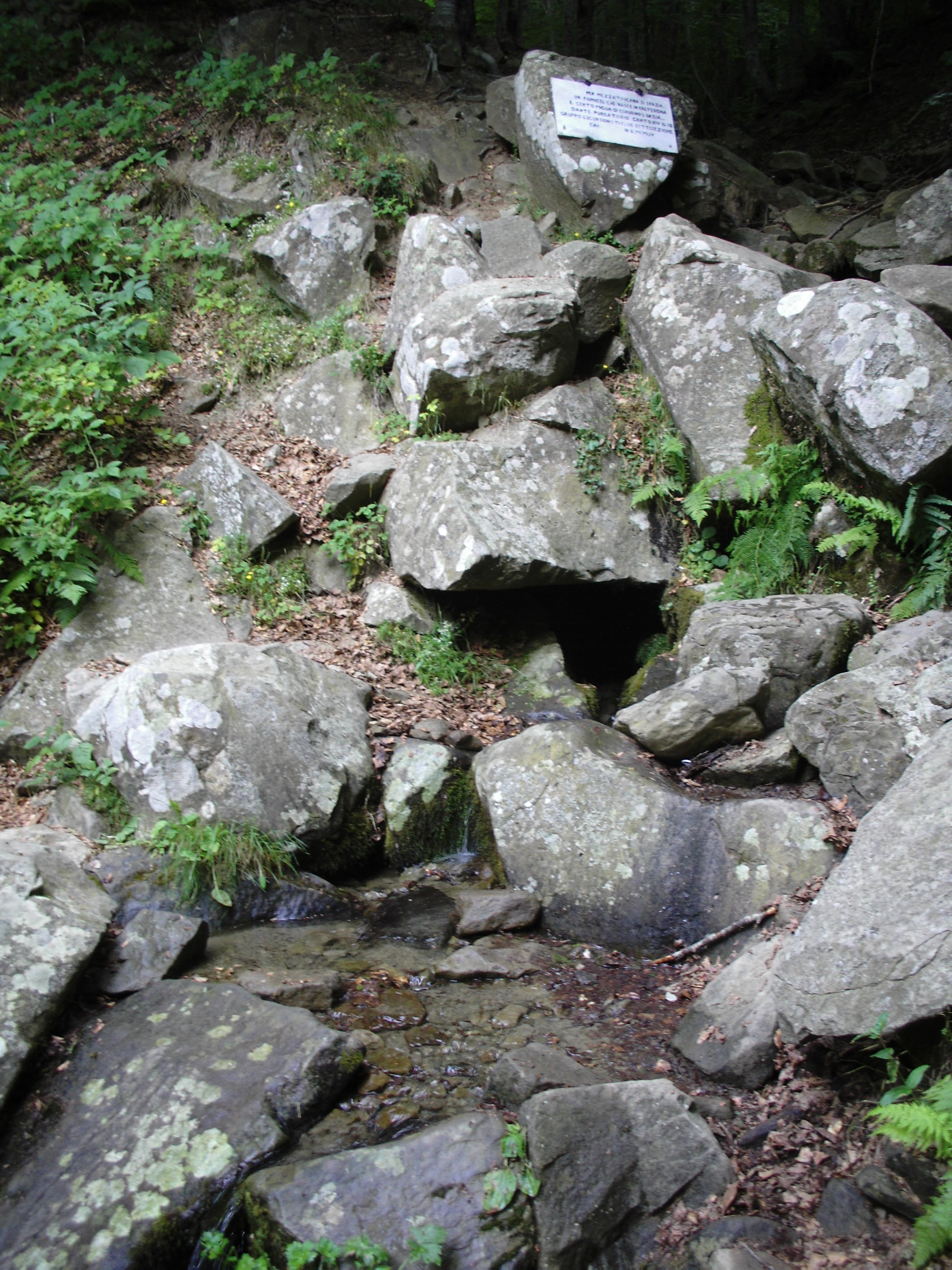
Le sorgenti dell'Arno sul Monte Falterona

A dispetto della notevole estensione del suo bacino idrografico (il quinto d'Italia dopo Po, Tevere, Adige e Tanaro), l'Arno ha un regime relativamente torrentizio, a causa della natura dei terreni circostanti (marne e argille impermeabili a esclusione di una modesta porzione del suo affluente Elsa) e dall'indiscriminato prelievo delle sue acque per uso agricolo e industriale (fino agli anni '40 del XX secolo era navigabile fino a Signa); da ciò si spiegano le magre quasi totali lungo tutto il corso: a Firenze per esempio a fronte di una portata media annua copiosa di circa 60 m³/s, d'estate il fiume è sceso in una straordinaria e lontanissima annata (1954) a 1 m³/s (per evidenti limiti tecnologici e di comprensione del corso d'acqua le misurazioni erano molto meno accurate e verosimili rispetto a oggi dato la facilità e la naturalezza del fiume nello scorrere anche al di sotto della parte visibile delle pescaie e anche del suolo nelle zone di riporto a valle delle stesse come per esempio alla pescaia delle Cascine), a Pisa, dove l'Arno ha ricevuto tutti i suoi affluenti e quasi raddoppiato la sua portata media, negli anni '30 del XX secolo una volta giunse a 2 m³/s.
Si tratta di eventi assolutamente eccezionali. Il trasporto solido del fiume è comunque forte per l'impetuosità del suo corso. Più variabile quello in sospensione. Per contro il fiume in autunno è soggetto a piene assai violente e impetuose, talvolta recanti alluvioni più o meno gravi: i documenti storici ne ricordano 172 dal 1177 al 1941. La più devastante, a memoria d'uomo, fu quella del 4 novembre 1966 che sfiorò secondo alcune stime 2.500 m³/s a Pisa, 3.540 a Rosano (Rignano sull'Arno) e ben 4.100 a Firenze (che ne fu pesantemente investita): allora l'Arno esondò dalle arginature invadendo ampie zone del Casentino, della piana empolese e pisana, e soprattutto l'intero centro storico di Firenze, causando decine di vittime e danni incalcolabili al patrimonio artistico e monumentale della città; a Pisa crollò uno dei principali ponti cittadini.
L'alluvione del 1966 è solo l'ultima in ordine di tempo di una serie di piene distruttive che nei secoli cambiarono numerose volte il volto di Firenze: nota infatti è la disastrosa alluvione del novembre 1333, che distrusse il ponte che insisteva sul sito dell'attuale Ponte Vecchio e che travolse la statua mutila, che secondo i cittadini rappresentava Marte, antico protettore della città toscana.
In tutta Firenze, e in molte altre città e paesi lungo il corso del fiume, sono visibili segni affissi per ricordare il livello di piene di diverse epoche. Anche per limitare i danni e fare defluire più velocemente le piene, il suo corso è stato progressivamente rettificato e arginato, tagliando pericolose anse che potevano rallentare il suo corso regolare, specie nella piana pisana.

## Territori e città attraversate
La sorgente dell'Arno, detta Capo d'Arno, si trova nel comune di Pratovecchio Stia in provincia di Arezzo.
Presso Terranuova Bracciolini, Montevarchi e San Giovanni Valdarno, ultimo comune aretino, entra in provincia di Firenze, uscendone presso San Miniato.
Da qui scorre in provincia di Pisa fino alla foce.
Lungo il suo percorso attraversa diverse città e diversi paesi. Le località più importanti sono: Firenze, Empoli, San Miniato, Fucecchio, Santa Croce sull'Arno, Castelfranco di Sotto, Pontedera, Cascina e Pisa.

## Affluenti
I principali affluenti dell'Arno sono:
da sinistra:
- Canale maestro della Chiana
- Ambra
- Greve
- Vingone
- Pesa
- Elsa
- Egola
- Era

da destra:
- Teggina
- Sieve
- Sambre
- Mugnone
- Bisenzio
- Ombrone Pistoiese
- Usciana

## Il corso dell'Arno
(Dante Alighieri, Divina Commedia, Purgatorio, Canto XIV)

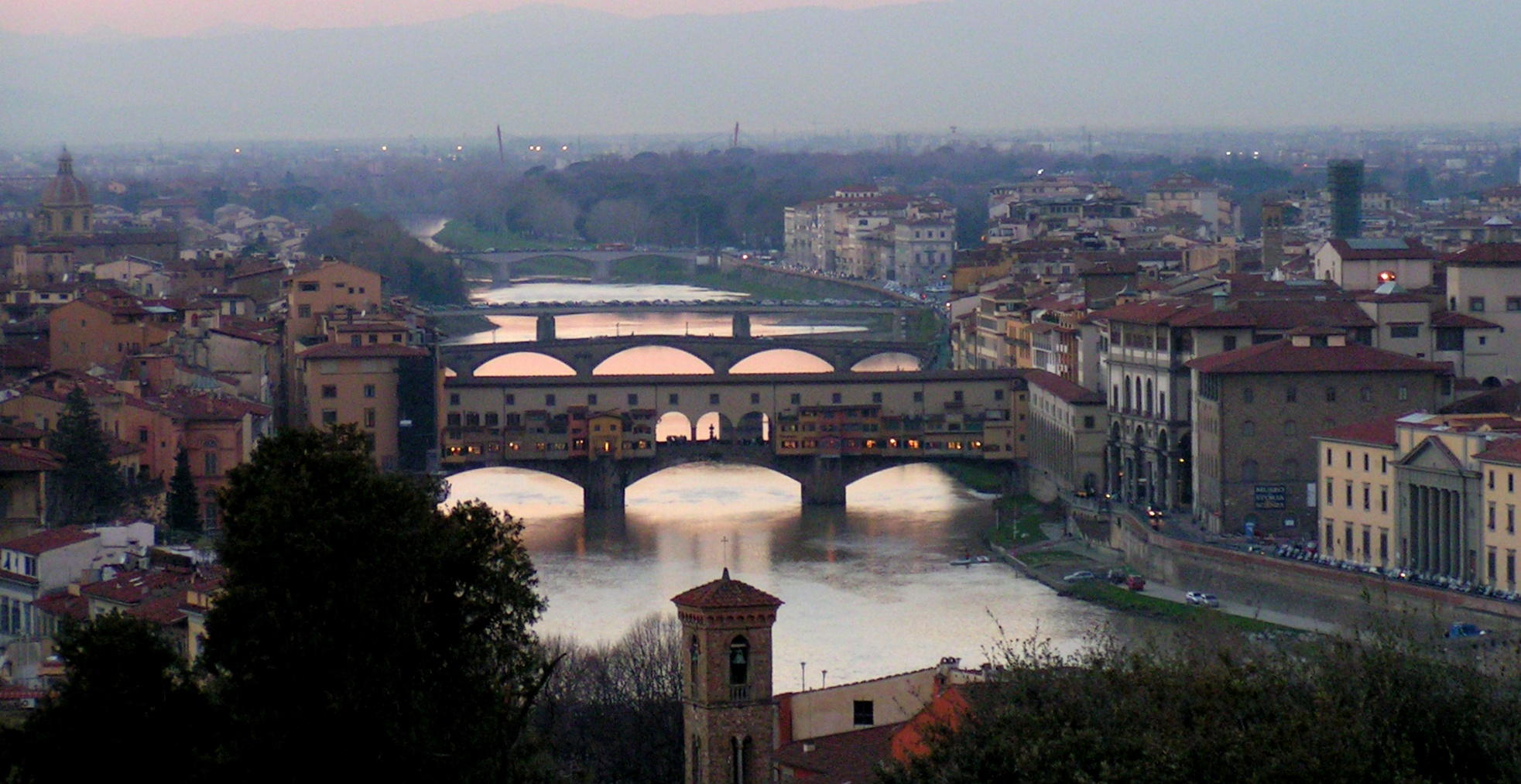
I ponti di Firenze

Tradizionalmente il corso dell'Arno viene ripartito in sei bacini, separati da strettoie abbastanza ben definite:

### Il Casentino
La prima conca formata dall'Arno è costituita dalla valle del Casentino, che ha un asse da NO a SE. L'Arno nasce dal Monte Falterona, alto 1654 m, che si trova all'estremo Nord di questa conca, che è delimitata a occidente dal massiccio del Pratomagno. A est essa è chiusa dall'Alpe di Serra, che costituisce anche il confine politico fra Toscana e Romagna; più a Sud l'Alpe di Catenaia la separa dal bacino del Tevere.
La valle si chiude a Sud con lo stretto di S. Mama e la gola seguente, che prosegue fino a Subbiano e separa l'Alpe di Catenaia dalle ultime propaggini del Pratomagno. In questo primo bacino l'Arno, intendendolo dalla sua sorgente e dai numerosi torrenti che vi affluiscono dalle montagne del Pratomagno e del Casentino, scende di oltre mille metri e ha quindi un carattere torrentizio, con un letto irto di scogli e un corso impetuoso.
Il Casentino è interamente in provincia di Arezzo ed è accessibile da Firenze attraverso il passo della Consuma a ovest, da Forlì attraverso il passo la Calla a Nord, a Nord-Est per il passo dei Mandrioli verso Cesena, oltre che da Arezzo, a Sud.
Tutti gli affluenti dell'Arno in questo tratto hanno carattere torrentizio; i principali sono la Staggia, l'Archiano, il Corsalone e il Rassina da sinistra, il Solano, il Capraia, il Teggina e il Salutio da destra.

### La piana di Arezzo
Tanto è ben delimitato fisicamente il Casentino, tanto la piana di Arezzo è invece frastagliata, dai confini difficilmente determinabili. In essa l'Arno scorre nell'estremità settentrionale, spostando la propria direzione da Sud verso Est; ma la gran parte di questo bacino è costituito dalla val di Chiana, che si spinge molto verso Sud, arrivando fino al lago di Montepulciano e al lago di Chiusi.
La Chiana era anticamente un affluente del Tevere; e fu solo dopo secoli di studi che si procedette, fra la fine del XVIII secolo alla prima metà del XIX secolo, alla costruzione del Canale maestro della Chiana a opera di Ferdinando III di Toscana e di suo figlio Leopoldo II di Lorena, che concluse l'opera di inversione della Chiana: in altre parole, le acque cominciarono a correre da sud verso nord anziché in direzione opposta, secondo il progetto di Vittorio Fossombroni e Neri Corsini.
Il bacino della piana di Arezzo / Valdichiana è delimitato a Nord dal massiccio del Pratomagno, a Nord-Ovest dai Monti del Chianti e a est da una serie di alture che lo separano dal bacino del Tevere (Alpe di Poti 974 m, monte Coreta 742 m, Alta S. Egidio 1056 m). Amministrativamente è in parte in provincia di Arezzo e in parte in provincia di Siena.
Il maggiore affluente dell'Arno di questo tratto, a monte della Chiana, è la Chiassa, sempre da sinistra. Presso lo sbocco del Canale Maestro della Chiana l'Arno è attraversato dal celebre Ponte di Buriano, costruzione romanica che è forse quella raffigurata sullo sfondo della Gioconda di Leonardo.
L'Arno esce dalla piana di Arezzo, entrando nella gola dell'Imbuto, seguita immediatamente dalla Valle dell'Inferno, nome dovuto alla presenza di numerose fonti termali nella zona.

### Il Valdarno Superiore

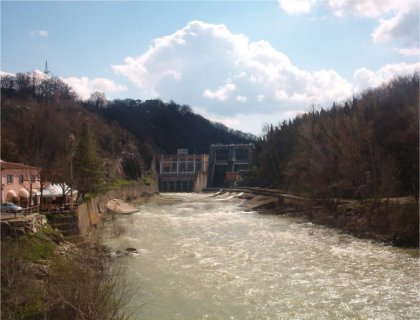
Diga di Levane e Valle dell'Inferno

Il Valdarno superiore è una tipica valle, solcata dal corso d'acqua principale che scorre da Sud-Est a Nord-Ovest e ben delimitata a est dal Pratomagno e a ovest dai Monti del Chianti. L'Arno si è scavato profondamente il suo corso, per cui il fondovalle è relativamente stretto e percorso da grandi arterie di comunicazione (regionale 69, autostrada A1 del Sole, ferrovia e direttissima Firenze - Roma).
Da Laterina ai comuni di Terranuova Bracciolini e Montevarchi l'Arno è sbarrato da 2 centrali idroelettriche dell'Enel Produzione: La Penna e Levane, che insieme alla centrale termoelettrica di Santa Barbara forniscono elettricità alla rete nazionale. In questo tratto di fiume si trovano le suggestive rovine dell'antico ponte del Romito, crollato nel 1703. Poco più a valle, il fiume riceve dal Pratomagno le acque dell'Agna di Pratovalle e comincia ad allargarsi nell'invaso della Valle dell'Inferno, che alla confluenza con il torrente Ascione ospita l'oasi faunistica protetta di Bandella.
I centri di fondovalle (Montevarchi, San Giovanni Valdarno, Figline Valdarno, Incisa in Val d'Arno e Rignano sull'Arno) risalgono al Medioevo, mentre nell'antichità era abitata solo la parte collinare (Bucine, Cavriglia, Loro Ciuffenna). In riva destra, tra Laterina e Pian di Scò, si estende la fascia delle Balze del Valdarno, ambiente naturale tra i più significativi della Toscana, purtroppo danneggiato dalle numerose gallerie della ferrovia direttissima Roma-Firenze.
In questo tratto, a valle della diga di Levane, gli affluenti principali sono l'Ambra da sinistra e il Ciuffenna da destra; dopo la stretta di Rignano e Sant'Ellero, l'Arno riceve le acque della Sieve provenienti dal Mugello e, con una portata notevolmente superiore ("Arno non cresce se Sieve non mesce"), entra nel bacino successivo.

### Valdarno Medio
Si sviluppa da Pontassieve fino alla confluenza con l'Ombrone Pistoiese, comprende la parte meridionale della piana di Firenze-Prato-Pistoia, che corrisponde a una vasta depressione alluvionale percorsa dall'Arno da Est verso Ovest; Firenze si trova nella parte orientale della conca, dove prima della confluenza con gli affluenti di destra Affrico e Mugnone, si trovava un ottimo guado, nelle immediate vicinanze dell'attuale Ponte Vecchio.
A nord la conca dell'Arno è delimitata dal Monte Morello e dai Monti della Calvana; a Sud dalle colline della Val di Greve; dopo Firenze l'Arno riceve da destra le acque del Bisenzio e poi dell'Ombrone Pistoiese, da sinistra quelle dell'Ema, della Greve e del Vingone.
Dopo Signa l'Arno entra nella stretta della Gonfolina, dove nel corso dei millenni si è scavato un varco attraverso la dorsale del Montalbano, svuotando quello che nel Pliocene doveva essere un immenso lago. Dopo la Gonfolina si apre dunque, a 25 m sul livello del mare, il Valdarno Inferiore.

### Il Valdarno Inferiore

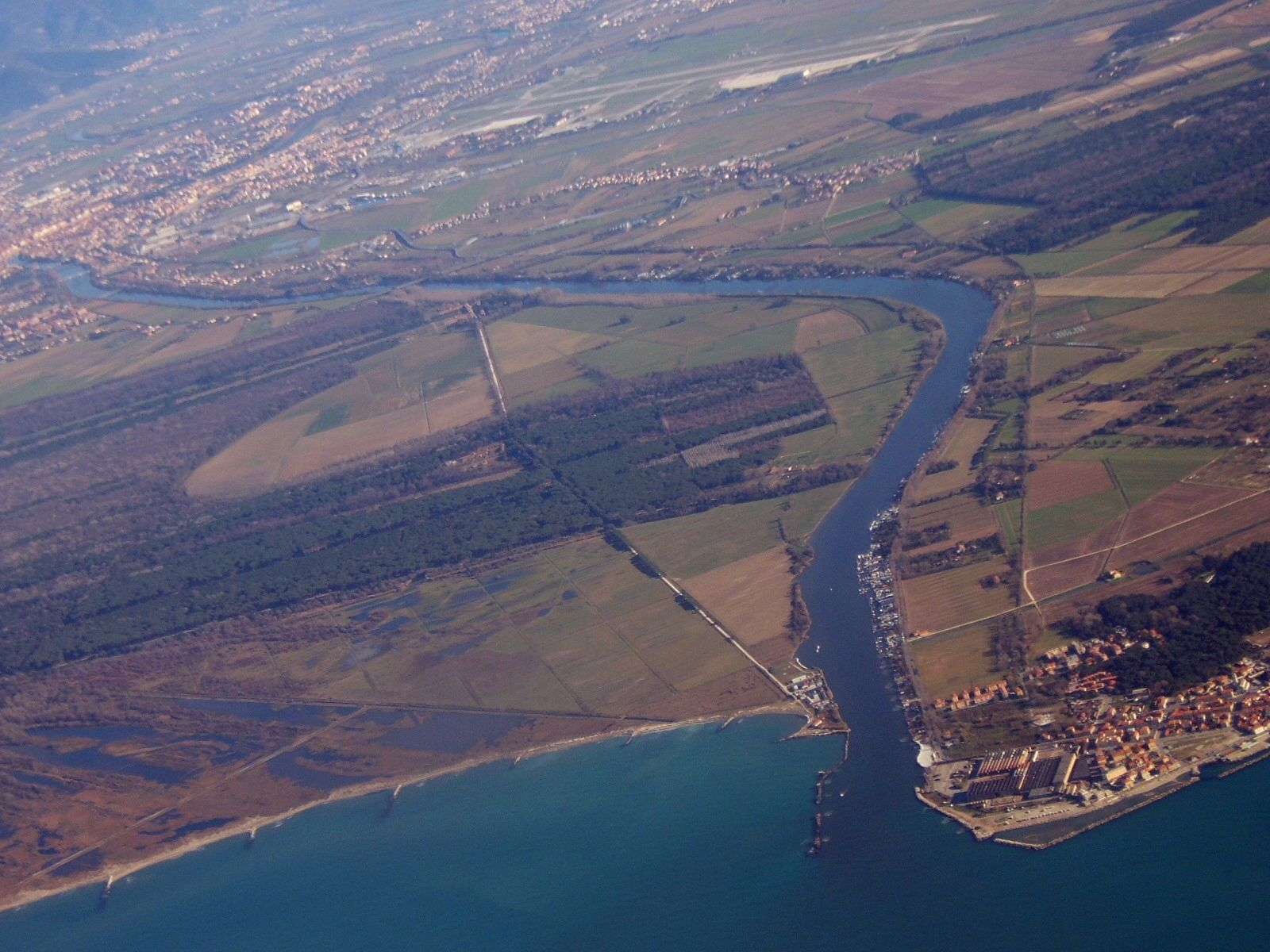
La foce dell'Arno; accanto a essa Marina di Pisa e, in lontananza, si scorge Pisa

L'Arno prosegue il suo corso da Est verso Ovest lungo questa vasta pianura alluvionale, i cui confini a Sud sono ben definiti dalle colline e dalle valli degli affluenti di sinistra (Pesa, Orme, Elsa, Egola ed Era), che corrono tutti paralleli da sud a nord. Il Valdarno Inferiore (detto anche Valdarno di Sotto) convenzionalmente finisce a valle di Pontedera, alle pendici del Monte Pisano mentre a Nord invece, i confini idrografici non sono così ben delineati: a ovest del Montalbano, il Valdarno comunica con la Valdinievole attraverso il Padule di Fucecchio, che fu bonificato nel XIX secolo sotto il granducato di Ferdinando III di Toscana con la costruzione del fosso della Gusciana (oggi canale di Usciana), affluente di destra dell'Arno. Più avanti, dopo le colline delle Cerbaie, si apriva, fra il Valdarno e la piana di Lucca, il lago di Bientina: anch'esso fu prosciugato nel XIX secolo con la costruzione del Canale Imperiale al tempo di Ferdinando III.
E questi non furono gli unici interventi di regimentazione, giacché in questo tratto l'Arno ha una pendenza molto bassa, dello 0,3% fino alla foce, corre lentamente e con un percorso molto sinuoso; per rendere meno pericolose le piene dell'Arno si dovettero costruire anche argini e seccare alcune anse del fiume. Il letto del fiume era stato più volte rettificato nel corso dei secoli, nel tentativo di dargli un corso più lineare per favorire il deflusso più rapido nelle sue acque. È il caso delle anse di San Frediano alla Badia di Settimo a monte di Signa (1361), di San Frediano a Settimo a monte di Pisa, della Vettola a valle della città (fosso della Mezzanina, 1348) e di San Giovanni al Gatano. E ancora di San Pierino presso Fucecchio, delle Piagge alla Rotta.
Ma gli interventi più incisivi furono il taglio dell'ansa delle Cascine Nuove a valle di Pisa (1525), quello della Tinaia a Empoli (1554), quello di Calcinaia e Vicopisano (1558-60) e la grande deviazione della foce del fiume di alcune centinaia di metri più a nord (taglio Ferdinando, 1606) a valle di Barbaricina, ritenendo che il deflusso delle acque della sua antica foce, diretta verso sud-ovest (attuale zona meridionale di Marina di Pisa), fosse ostacolato da correnti o venti contrari come il Libeccio o lo Scirocco. L'intervento fu ordinato dal granduca Ferdinando I e la foce fu quindi diretta più a ovest secondo il percorso attuale, mentre l'alveo abbandonato (Arnino) andò a costituire la tenuta di “Arno Vecchio” con il podere del Gallo. L'ultimo grande intervento storico fu apportato dal granduca Pietro Leopoldo di Lorena nel 1771, facendo rettificare la grande ansa di Barbaricina conosciuta come "Volta degli Asini", ritenendo di bonificare anche l'aria malsana di Pisa.
Elenco dei principali "tagli" del letto fluviale nel corso dei secoli:
- Cascine a sud di Firenze (XIII secolo)
- Ugnano e San Frediano a Badia a Settimo (1361)
- La Tinaia a monte di Empoli (1554)
- San Pierino sotto San Miniato (XIV secolo)
- Santa Croce
- La Rotta
- Volta di Vicopisano (1558)
- Uliveto
- Cisanello a monte di Pisa
- Quarantola e San Giovanni al Gatano (1348)
- Vettola a valle di Pisa (1348)
- Volta degli Asini a Barbaricina (1771)
- Volta delle Cascine Nuove (1525)
- taglio Ferdinando con spostamento a nord della foce (1606).

### La Piana di Pisa

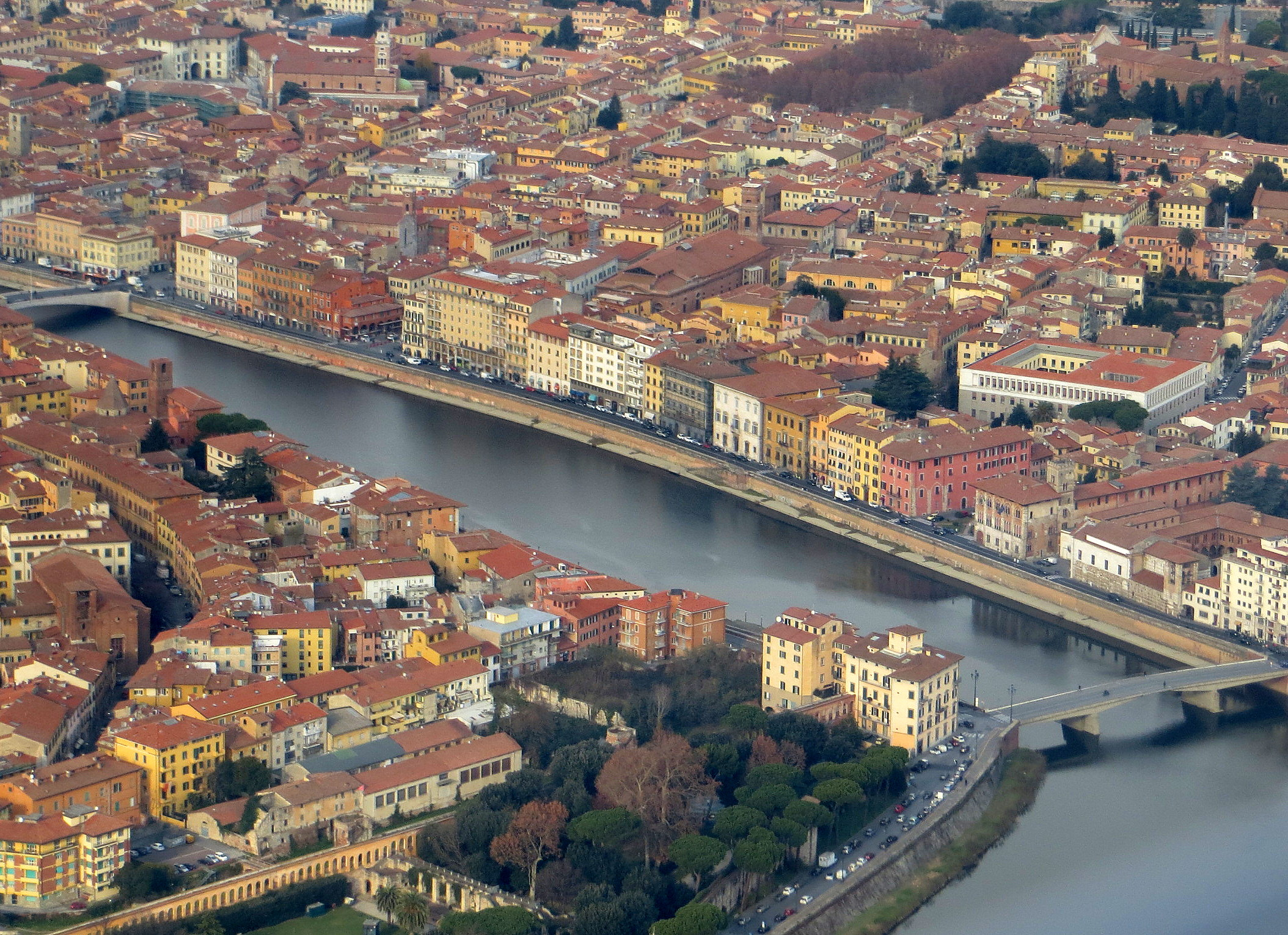
Lungarno di Pisa

La Piana di Pisa è una pianura alluvionale che ha avuto una crescita verso il mare relativamente veloce: infatti in epoca romana, Pisa era dotata di un porto sul mare, e il mare ora dista invece 8 km circa. In essa l'Arno corre ormai molto lentamente, con molte anse e un letto molto ampio.
Anche in questa zona, si dovettero costruire fin dal Medioevo varie fosse di deflusso della piana paludosa, soggetta a frequenti inondazioni del fiume, come la fossa Dogaja, fossa Magna, il fosso Arnonico o Vecchio, il fosso di Caligi o di Fasciano (1162), di Noverchia (1191), Torale (1158); infine dal XVI secolo i Medici ordinarono lo scavo prima del Fosso Reale con la rettificazione del corso dello Zannone, poi il Fosso delle Bocchette (1558), quelli dell'Arnaccio o di Pozzale, un canale scolmatore, per aiutare l'Arno a scaricare in mare durante le piene fino al Calambrone, il Nugolaio, il fosso della Solaiola, la fossa Chiara.

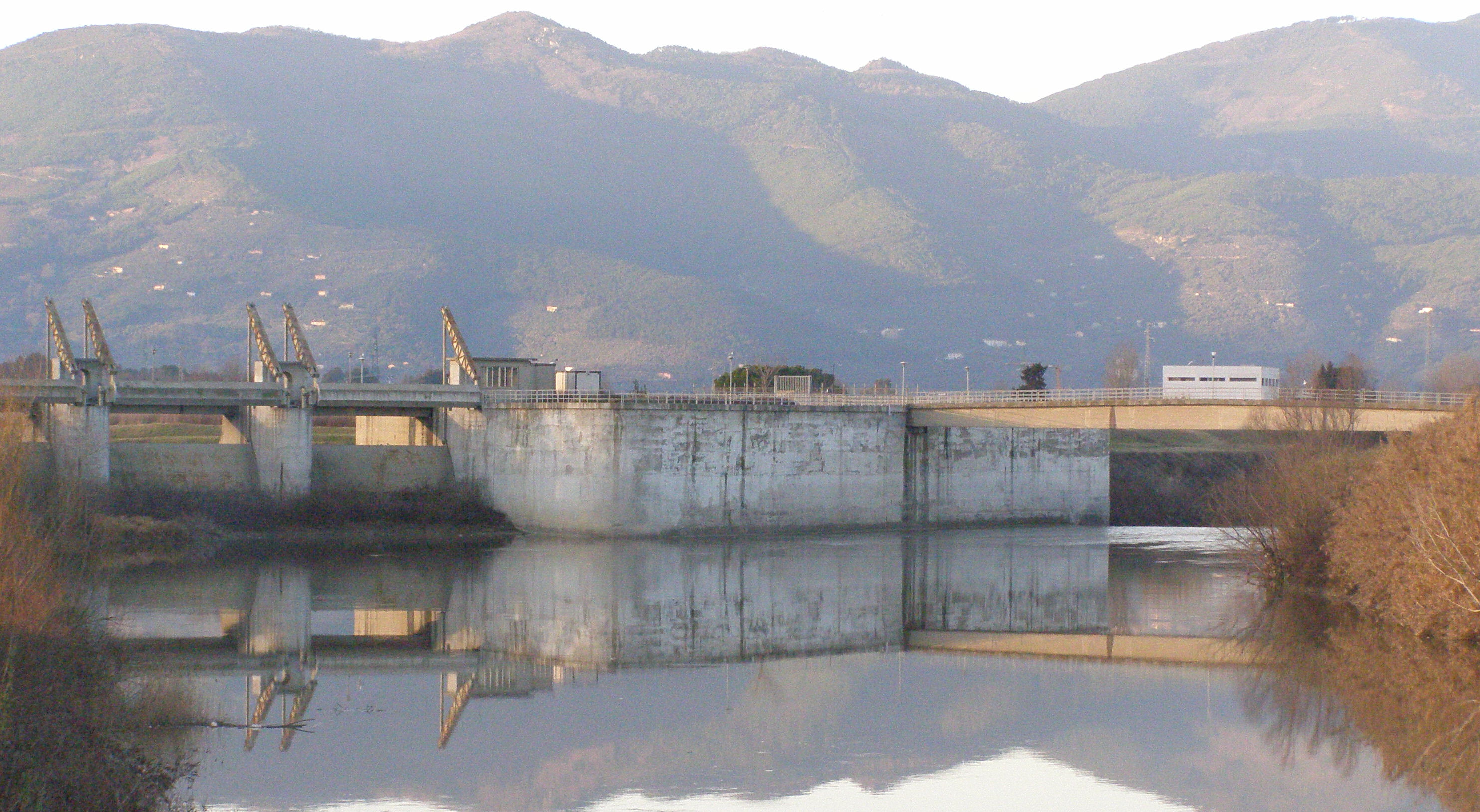
La diga con la paratie per il deflusso delle acque dell'Arno nel canale Scolmatore presso Pontedera.

Dopo le alluvioni del 1949 nel 1954 furono avviati i lavori per l'escavo dello Scolmatore dell'Arno, che da Pontedera avrebbe fatto defluire le acque in eccesso del fiume verso il Calambrone (tra Livorno e Tirrenia) mediante l'apertura di una diga. Il canale, lungo 32 km, fu concluso nel 1960, ma le opere per il suo innesto nell'Arno furono portate a termine solo successivamente.
Sempre con questo scopo anche il Serchio, originariamente tributario dell'Arno, fu deviato verso nord intorno al X secolo (secondo la leggenda del vescovo Frediano di Lucca) e si aprì un proprio sbocco sul mare, poco più a nord di Bocca d'Arno.

## I ponti sull'Arno oggi
Il passaggio della seconda guerra mondiale in Toscana portò fortissimi danni alle infrastrutture di comunicazione, oltre che alle attività produttive. In particolare quasi tutti i ponti sull'Arno furono distrutti dai bombardamenti alleati o dalle mine dei tedeschi in ritirata, fra il finire del 1943 e l'estate del 1944. Tre soli ponti furono risparmiati in tutto il percorso dell'Arno: il Ponte Vecchio a Firenze, il Ponte Buriano in comune di Arezzo e il Ponte di Bruscheto in comune di Figline e Incisa Valdarno. Molti credono che il ponte vecchio a Firenze fu risparmiato, durante la seconda guerra mondiale, dai nazisti. Invece furono due orafi fiorentini che, tuffandosi da esso, riuscirono a sganciare le mine posizionate sui pilastri del ponte e a salvarlo.
Molti di questi ponti dunque furono ricostruiti in fretta, con passerelle o ponti Bailey e solo dopo qualche lustro l'attraversabilità dell'Arno tornò ai livelli dell'anteguerra.
Nel seguito pertanto non verrà ripetuta la ricostruzione dei ponti distrutti dagli eventi bellici e poi ricostruiti nei vent'anni successivi.

### Ponti sull'Arno del Casentino
Nel primo tratto di fondovalle del Casentino i principali paesi (con l'eccezione di Poppi) sono sulla riva sinistra dell'Arno, così come tutta la strada regionale 71 e scendendo anche la regionale 70, che non lo attraversano mai. Tutti i ponti sull'Arno in questo tratto (fino a Rassina) collegano dunque le località sulla riva destra alla viabilità sulla riva sinistra.
- Ponte sulla SS 556, in località Mulina, fra i comuni di Pratovecchio Stia (AR), nel Casentino, e Londa (FI), nel Mugello. Costruito con la statale 556 nel 1910 e poi ricostruito nel 1959.
- Ponte in località Molino di Bucchio, comune di Pratovecchio Stia, sulla antica strada per Londa. Costruito nel 1845, la sua importanza diminuì con la costruzione del tracciato dell'attuale statale 556 nel 1910. Il tracciato fu poi ampiamente ammodernato, su entrambi i versanti appenninici, nel 1959.
- Ponte delle Molina, comune di Pratovecchio Stia, a una corsia (1905). Qualche centinaio di metri a monte, sono presenti alcuni resti di un ponte diroccato, forse di epoca romana.
- Passerella pedonale a Stia, nel centro urbano (1986).
- Ponte di Stia, nel centro urbano, sulla strada per il passo della Consuma. Detto anche ponte "Foderino" o "Ponte D'Arno", per l'attività ivi svolta di foderare il legname destinato alla fluitazione, ossia legarlo in zattere che ne facilitassero la raccolta. Probabilmente questo ponte era già presente nell'XI secolo e fu un formidabile motivo di sviluppo urbanistico dell'abitato.
- Ponte di Maria Grazia nel centro urbano di Pratovecchio. Documentato dall'epoca granducale, fu danneggiato e restaurato dopo l'alluvione del 1557. Serviva per l'accesso all'antica pieve di Romena e alla strada per il passo della Consuma.
- Ponte Foderino in località Casale Spedale sulla strada regionale 70, fra i comuni di Poppi e Castel San Niccolò. La strada regionale 70 del passo della Consuma fu costruita a partire dal 1780 da Pietro Leopoldo di Lorena e fu completata nel 1816; ma l'attraversamento dell'Arno era costituito da un guado. Il ponte fu costruito molto più tardi, nel 1840.
- Ponte di Poppi, nel centro urbano. Sembra che la sua costruzione sia di età medievale e sia dovuta al conte Guido il Vecchio, nel XII secolo, in un punto di attraversamento con zattera (fodero), per poi essere restaurato dopo l'alluvione del 1557. Anche questo ponte contribuì al successivo sviluppo urbanistico della zona di Poppi (il castello di Poppi è successivo).
- Ponte di Tòppoli, sulla strada provinciale 64, in comune di Ortignano Raggiolo, costruito nel 1875 circa per collegare questo comune a Bibbiena e al suo fondovalle.
- Ponte di Terròssola in località Corsalone, comune di Bibbiena, lungo la strada comunale per la frazione di Terrossola. Fu costruito negli anni 1960.
- Ponte di Sòcana, sulla strada provinciale 59 che collega le frazioni di Rassina e Socana, entrambe in comune di Castel Focognano. È questo un punto di antichissimo attraversamento dell'Arno, risalente al tempo dei Romani e forse degli Etruschi. Da questo punto fino a Subbiano la Via Maior, che era la strada principale del Casentino, correva sulla riva destra dell'Arno. Del ponte c'è traccia già nell'XI secolo, insieme alla presenza della pieve di Socana, poi in altri documenti del XV secolo. La struttura continuò a essere efficiente per molti secoli, e solo negli anni 1920 fu sottoposto a sostanziali lavori di ampliamento (da una a due carreggiate).
- Ponte ferroviario a Baciano, sulla linea Stia-Arezzo, che in questo punto passa dalla riva sinistra a quella destra dell'Arno. Tutta la ferrovia, e anche quest'opera, fu costruita fra il 1885 e il 1888.
- Ponte di Subbiano, nel centro urbano: fu costruito in legno nel 1886, per collegare la città con la stazione e fu rifatto negli anni 1920 per adeguarlo alle nuove necessità.
- Ponte della regionale 71 a Subbiano: fu costruito nel 1974 e aperto al traffico nel 1976 insieme alla variante a scorrimento veloce che aggira i due centri urbani. In quel punto l'Arno segna il confine tra i comuni di Subbiano e di Capolona.
- Ponte Caliano, dove è sorta la frazione denominata anch'essa Ponte Caliano, al confine tra i comuni di Subbiano e di Capolona. Si tratta di un ponte molto antico, documentato dal 1211 e più volte restaurato, nel 1320, nel 1558, nel 1836; è sempre stato considerato importante perché svincolo fra il Casentino e la piana di Arezzo, che si apre immediatamente a valle.
- Ponte ferroviario presso Capolona: anche questo è un ponte ottocentesco, venne infatti costruito insieme alla ferrovia Stia - Arezzo fra il 1885 e il 1888.
- Ponte della regionale 71 presso Capolona: anche questo fu costruito nel 1974 e inaugurato nel 1976 insieme alla variante a scorrimento veloce della regionale 71 Umbro-casentinese, ed è "gemello" di quello di Subbiano. In questo tratto l'Arno separa i comuni di Subbiano da quello di Capolona.

### Ponti sull'Arno nella piana di Arezzo
- Passerella pedonale di Giovi, comune di Arezzo: consente l'attraversamento in un tratto di fiume in cui non sono presenti altri attraversamenti. Fu realizzata nel 1987 nella località di Giovi nello stesso sito dove esisteva un'antica passerella, distrutta dall'alluvione del 1966. Il monoblocco in legno dell'attuale struttura è sostenuto dai piloni in muratura dell'antica passerella, caratteristica per il piano di calpestio in legno ondeggiante al passaggio, in quanto sostenuto da 4 canapi di acciaio in tensione, di cui due fungevano da corrimano. Non è certa la sua datazione, ma potrebbe essere ricollegabile al tempo della costruzione della ferrovia Arezzo-Stia (1888), per collegare la frazione di Castelluccio e le popolazioni d'oltr'Arno, in Comune di Capolona, alla stazione di Giovi, per la fruizione del servizio ferroviario. Vero è che per tutto il '900, ma soprattutto nel periodo del boom economico dell'industrializzazione, dagli anni 50 a tutti gli anni 60, è stata quotidianamente attraversata dai castelluccesi per raggiungere i luoghi di lavoro. Per comprendere l'importanza che essa ha sempre avuto per le popolazioni locali basti pensare che l'ordinaria e straordinaria manutenzione veniva fatta, su base volontaria, dai giovesi con il contributo degli abitanti di Castelluccio e dintorni. La passerella di Giovi, oltre a fare godere il suggestivo panorama della famosa ansa del fiume citata da Dante nella Divina Commedia in disprezzo degli Aretini "...e da lor disdegnosa torce il muso", permette di raggiungere (anche a piedi) l'antica Pieve di Sietina (datazione presunta V secolo).
- Ponte a Venere: sulla strada provinciale 56 in comune di Arezzo, fu costruito negli anni 1960 nell'ambito dell'adeguamento della viabilità locale.

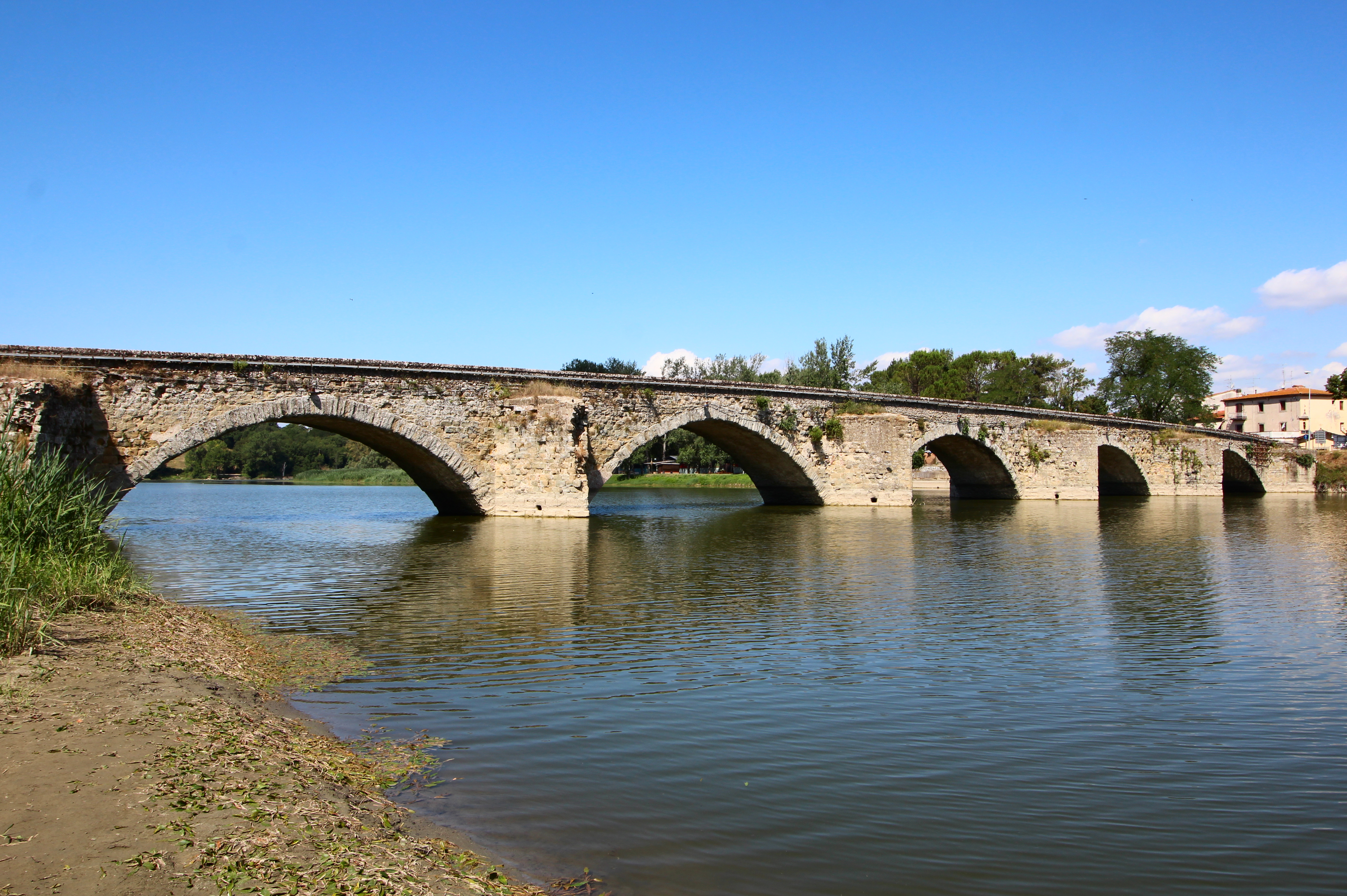
Ponte Buriano in provincia di Arezzo

- Ponte Buriano: si trova sulla strada provinciale 1 "dei Sette Ponti", importante per la sua lunghezza (156 m su sette campate) e per la sua longevità. Infatti è uno dei ponti più antichi e uno dei pochissimi ponti rimasti indenni dai danni della seconda guerra mondiale. Pochi metri a valle di questo ponte, sono stati ritrovati reperti archeologici che indicano la presenza, già in età etrusca o romana, di un guado carrabile, ossia un selciato di pietre che poteva essere percorso con i carri nei periodi di magra del fiume. Di qui passava infatti la Cassia Vetus, l'arteria che collegava la lucumonia di Arezzo a quella di Fiesole, proseguendo dopo questo ponte in costa per Loro Ciuffenna. Alcuni danno per certa l'esistenza di un ponte romano in questo tratto di fiume, che subito dopo va allargandosi in una piana che a quel tempo doveva essere paludosa. Il ponte è documentato dal 1203, anche se non se ne conosce l'efficienza in quel momento; comunque è sicuro che fu ricostruito nel 1277, in un periodo di grande potenza espansiva della città di Arezzo e di buoni rapporti con Firenze. Più volte il ponte fu riparato dai danni delle alluvioni e da quelli procurati dalla fluitazione del legname; e comunque ha retto fino ai nostri giorni tutti i carichi, compreso quello dei carri armati dell'ultima guerra. Il livello dell'acqua sotto il ponte, che dal Medioevo era tenuto costante da una pescaia più a valle, adesso è sostenuto dalla diga di Penna, 6 km a valle.

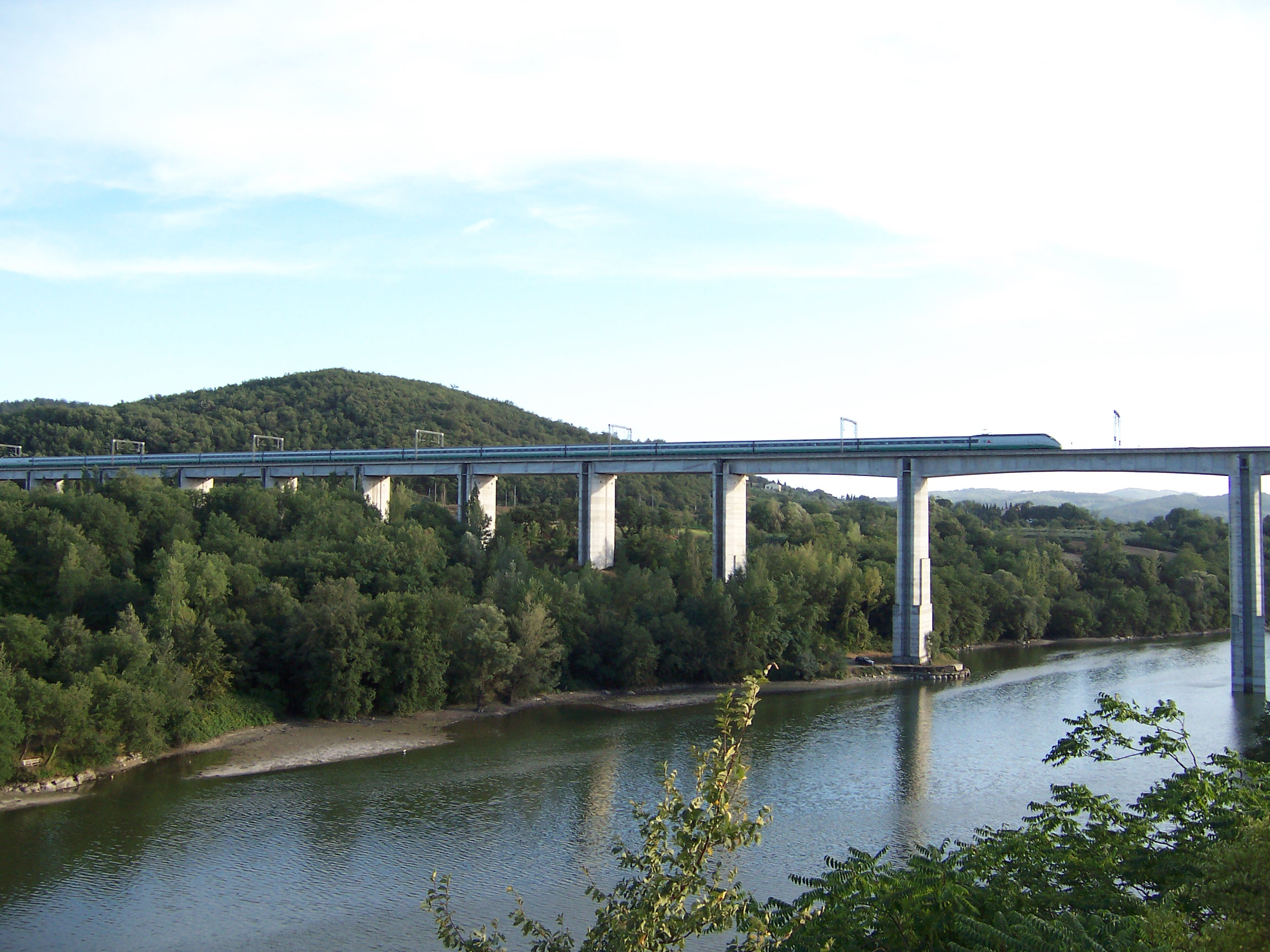
Un ETR 500 sul viadotto di Rondine

- Viadotto ferroviario a Rondine, sulla direttissima Firenze - Roma, in comune di Arezzo. Fu costruito fra il 1985 e il 1988 in un punto in cui l'alveo del fiume è largo ben 160 m; è un'opera importante per la tecnologia costruttiva e le dimensioni (luce centrale di 70 m, altezza dei piloni 50 m, lunghezza totale 230 m). Il viadotto attraversa l'Arno all'interno della Riserva naturale Ponte a Buriano e Penna.
- Ponte Catolfi a Laterina, sulla strada comunale per Laterina, nel medesimo comune, fu realizzato nei primi anni 1960 in cemento armato, a beneficio di una viabilità di interesse locale.

Recentemente è stato abbattuto e ricostruito con nuova struttura inaugurata nel 2022.
- Ponte del Romito: questo ponte è situato nel comune di Laterina, in un punto in cui l'Arno scorre nella stretta gola costituita dalla Valle dell'Inferno. Circa duecento metri a monte di questo ponte, sul versante sinistro del fiume, nel comune di Pergine Valdarno, sono ancora presenti i resti di un ponte diroccato, probabilmente risalente al tempo dei Romani che lo costruirono per collegare la via Cassia Vetus e Firenze con Roma, senza passare da Arezzo. La presenza del ponte è segnalata anche nel basso Medioevo, precisamente nel 1198; probabilmente aveva qualche vizio strutturale, perché richiese nei secoli molti interventi di manutenzione, finché non crollò nel 1703. Fu ricostruito dunque nella posizione attuale pochi anni più tardi.

### Ponti sull'Arno nel Valdarno superiore
In questo tratto d'Arno il letto del fiume è largo, ciottoloso e soggetto a erosione. L'abbassamento progressivo del letto del fiume provoca notevoli danni alle fondamenta dei piloni, che spesso hanno dovuto essere rifondati.
- Viadotto autostradale Giuseppe Romita: costruito dal 1962 al 1964 insieme all'Autostrada A1 del Sole, è notevole per le sue dimensioni (lunghezza totale 406 m, altezza 70 m). Attraversa l'Arno in corrispondenza della Riserva Naturale di Bandella. D'altronde questa autostrada attualmente caratterizza in maniera importante tutto il paesaggio del fondovalle in questo tratto dell'Arno.
- Ponte di Levane, collega i comuni di Terranuova Bracciolini e di Montevarchi: fu costruito negli anni 1960, insieme alla Diga di Levane, che si trova mezzo chilometro a monte.
- Viadotto ferroviario della Direttissima Firenze-Roma: fu costruita nel 1985 insieme alla direttissima; in quel punto, oltre l'Arno, viene anche scavalcata l'Autostrada del Sole.
- Ponte Leonardo, collega Levane a Terranuova Bracciolini e all'Autostrada del Sole; inaugurato nel 2014, è il ponte più moderno lungo il fiume e con le sue 12 campate rappresenta una grande opera ingegneritistica.
- Ponte di Terranuova Bracciolini, collega questo centro con Montevarchi. Bel ponte a sette arcate, fu costruito negli anni 1850 e ricostruito molto simile al precedente nell'immediato dopoguerra. Si trova percorrendo la strada provinciale 59.
- Ponte Ipazia, in prossimità del centro urbano di San Giovanni Valdarno, sulla strada provinciale 11. Fino alla sua costruzione, risalente alla fine degli anni 1890, l'attraversamento era possibile grazie a un traghetto, al tempo chiamata scafa, nave o barca traiettizia. Il progetto è attribuito all'architetto Vincenzo Micheli, che aveva già progettato il ponte Solferino a Pisa.
- Ponte Sandro Pertini nel centro urbano si San Giovanni Valdarno: fu inaugurato il 7 aprile 1990 ed è inserito nel parco fluviale voluto al tempo dall'amministrazione comunale.
- Ponte di Figline Valdarno: è posto a 8 km dal precedente, collega Figline con la frazione di Matassino. La datazione è molto incerta, forse risale alla metà dell'800, ricostruito nel dopoguerra e consolidato nel 1962.
- Viadotto ferroviario Arno II della direttissima Firenze - Roma, in comune di Figline Valdarno: fu costruito nel 1985 - 1988.
- Ponte ferroviario sulla linea Firenze-Chiusi, in comune di Incisa in Val d'Arno. Costruito in fretta nell'immediato dopoguerra, a seguito di una modifica del tracciato della ferrovia, per ripristinare la linea Firenze-Roma.
- Ponte di Incisa in Val d'Arno sulla strada statale 69. Fu costruito nel 1947 - 1949 per evitare l'ingresso della statale nell'abitato di Incisa.
- Ponte urbano di Incisa in Val d'Arno: si trova in un sito dove già nel XIII secolo era presente un importante mercatale al crocevia di importanti vie di comunicazione, protetto da mura: il Castel nuovo di Ancisa. Dall'altra parte dell'Arno, la Torre del Castellano era presidiata come punto di avvistamento. Il ponte è accennato nelle cronache locali per la prima volta nel 1223; nel 1364 i Fiorentini, quando restaurarono le mura del castello, eressero una torre ancora oggi presente per il controllo del passaggio sul ponte. Più volte restaurato da Bernardo Buontalenti nella seconda metà del 1700, rimase poi stabile fino alla fine del 1800, quando fu allargato e consolidato. Distrutto dai bombardamenti alleati della seconda guerra mondiale, fu ricostruito in cemento armato nel dopoguerra; nel frattempo era entrato in esercizio un ponte Bailey.
- Ponte ferroviario a Bruscheto: situato in comune di Incisa in Val d'Arno, è stato progettato durante la seconda guerra mondiale, nell'ambito di una variante locale alla ferrovia Firenze - Chiusi, e realizzato nel periodo immediatamente successivo. Nonostante le ristrettezze del momento della costruzione, è un'opera che, pur richiamandosi a canoni estetici del periodo fascista, ha una sua dignità architettonica e non ha avuto necessità di interventi di restauro successivi.
- Ponte della direttissima Firenze - Roma a Bruscheto: costruito negli anni 1980, è posto a pochi metri dal precedente, e tale vicinanza ne pone ancor più in evidenza l'essenzialità e la modestia architettonica.
- Ponte di Annibale a Bruscheto: si tratta di un attraversamento risalente al tardo Medioevo, costruito in pietra locale sfruttando gli scogli emergenti dal letto del fiume. L'attraversamento era associato a un mulino, che era ancora ben conservato negli anni 1950. Molto basso sul livello del fiume e privo di spallette, non era utilizzabile nei periodi di piena del fiume, perché veniva sommerso; e forse ha resistito per secoli alle piene proprio grazie a questa caratteristica. Insieme al Ponte Vecchio di Firenze e a Ponte Buriano, è inoltre uno dei pochi ponti risparmiati dalla seconda guerra mondiale. Quello che non fece la guerra riuscì però a farlo la piena del 1966, che ha distrutto l'arcata principale, non più ricostruita. Infatti il ponte, situato in comune di Incisa in Val d'Arno, si trova in una zona di forte degrado ambientale, a causa degli stravolgimenti dovuti alle opere per le grosse infrastrutture ferroviarie e stradali, e ormai tagliata fuori da qualsiasi possibilità di utilizzo.
- Viadotto dell'Autostrada del Sole a nord di Incisa in Val d'Arno: fu realizzato nel 1962 con una soluzione caratteristica, archi in cui la chiave centrale è costituita da una trave. Con questa soluzione, è stata ottenuta la campata centrale di 104 m di luce e 70 di altezza.
- Ponte di Pian dell'Isola: è situato in località Leccio, fra i comuni di Reggello e Figline e Incisa Valdarno. Anche se è in prossimità di guado antichissimo, il Vadum Medianum, è molto recente (anni 1980), ed è stato costruito con criteri di economia e sobrietà legate al suo ruolo di supporto della viabilità locale.
- Ponte di Rignano sull'Arno: è situato su uno dei più antichi attraversamenti dell'Arno, e caratterizza il percorso della via Traiana Nova (Cassia Traiana) rispetto al precedente tracciato romano (Cassia Vetus) nel percorso tra Arezzo e Firenze: quest'ultima infatti non attraversava mai l'Arno. Il percorso fu utilizzato anche in epoca medievale e costituiva il principale collegamento con il Pratomagno e con l'abbazia di Vallombrosa; e su questo passaggio obbligato si sviluppò la città di Rignano. La storia del ponte è comunque molto travagliata: inagibile dai primi del secolo XV per una piena dell'Arno, fu ricostruito nel 1422, probabilmente un po' più a monte del precedente, ma nel 1459 aveva già bisogno di restauro; fra il 1568 e il 1570 fu nuovamente risanato da Bernardo Buontalenti, ma già nel 1611 era nuovamente lesionato e poi fu nuovamente restaurato nel 1655 e nel 1697. Nel 1860 si decise di demolire e ricostruire il ponte, che crollò durante i lavori uccidendo tre operai (30 luglio 1862). Il ponte del 1863 comunque resse fino alla seconda guerra mondiale. Solo in tempi recenti, si è compreso che per la sua conformazione, il terreno sul lato destro va soggetto a subsidenza e che questa è la causa dell'instabilità del ponte: sulla base di questa diagnosi è stato effettuato l'ultimo intervento, nel 1989.
- Ponte ferroviario di Sant'Ellero: faceva parte del primo tracciato della Firenze - Chiusi, dopo la distruzione bellica fu sostituito per qualche anno con un ponte provvisorio; fu ricostruito negli anni 1950 e consolidato nel 1987. In questo punto l'Arno è linea di confine tra i comuni di Rignano sull'Arno e Pelago.

### Ponti sull'Arno nel Valdarno medio
- Ponte di Rosano: situato sulla strada provinciale 34 in comune di Pontassieve, fu inaugurato nel 1954 in sostituzione di una chiatta che attraversava il fiume pressappoco in questo punto: al tempo non esistevano altri attraversamenti da Rignano a Firenze. Fu lievemente danneggiato dall'alluvione del 1966 e prontamente ripristinato. È il primo ponte dopo la confluenza con la Sieve.
- Ponte della Nave: situato presso Rosano è l'inizio della strada provinciale 34 che parte da Pontassieve e arriva a Firenze, collega i territori comunali di Bagno a Ripoli e Pontassieve. Fu inaugurato nel 1990. Il toponimo fa riferimento all'esistenza nel passato di un servizio di traghettamento con una barca tra le due sponde. Non è raro che in luoghi simili siano poi sorti ponti, anche moderni.

### Ponti sull'Arno a Firenze
- Ponte ferroviario di Rovezzano: si tratta di un ponte sul tracciato della direttissima Firenze - Roma, ultimato nel 1979. Sul lato destro (nord) siamo in comune di Firenze, sul lato sinistro (sud) in comune di Bagno a Ripoli.
- Ponte di Varlungo: è il primo ponte urbano di Firenze, cominciando da monte. Si trova sulla strada provinciale 127 che collega il casello autostradale di Firenze Sud con la statale 67, alla periferia Est di Firenze. Si tratta di un ponte con caratteristiche singolari: è progettato su due piani sovrapposti, destinati a esigenze di viabilità distinte: il piano superiore ha caratteristiche autostradali, con due corsie indipendenti; quello inferiore è leggero, essendo destinato al traffico locale e pedonale, ed è sospeso. Fu costruito fra il 1979 e il 1981.
- Ponte Giovanni da Verrazzano, costruito nel 1965 da C. Damerini, L. Savioli e V. Scalesse, a cura del Comune di Firenze secondo un progetto caratteristico: due travate a sbalzo laterali in cemento armato che reggono la trave centrale in acciaio di 58 m di lunghezza. La lunghezza totale della luce è di 113 metri.
- Ponte di San Niccolò (attuale, 1949; precedentemente "ponte San Ferdinando", ponte sospeso a funi costruito dai fratelli Seguin intorno al 1840)
- Ponte alle Grazie (attuale 1957; precedentemente "ponte Rubaconte").
- Ponte Vecchio (1345, Taddeo Gaddi e Neri Fioravanti)
- Ponte di Santa Trinita (1570, Bartolomeo Ammannati su progetto di Michelangelo, ricostruito nel 1958)
- Ponte alla Carraia (attuale 1952, precedentemente "Ponte Nuovo" e ora soprannominato "ponte gobbo")
- Ponte Amerigo Vespucci (1957, precedentemente "ponte di via Melegnano")
- Ponte alla Vittoria (attuale 1946, precedentemente "ponte San Leopoldo", ponte sospeso a funi costruito dai fratelli Seguin intorno al 1840)
- Ponte della tramvia, ponte per il passaggio della linea 1 della rete tranviaria di Firenze da Scandicci a Stazione Santa Maria Novella.
- Passerella dell'Isolotto - o anche delle Cascine, costruita nel 1962 unisce il quartiere dell'Isolotto (Lungarno dei Pioppi) con il Parco delle Cascine (Piazzale Kennedy).
- Ponte all'Indiano, costruito tra il 1972 e il 1978 alla confluenza del torrente Mugnone nell'Arno, al limite del parco delle Cascine, a opera degli architetti A. Montemagni e P. Sica e dell'ingegnere F. De Miranda. Presenta un duplice livello, uno automobilistico e uno pedonale.
- Ponte dell'autostrada A1. Oltre ad attraversare l'Arno, con le sue cinque luci, attraversa anche la ferrovia Firenze-Pisa.
- Ponte ferroviario nei pressi di Lastra a Signa, percorso dalla variante della ferrovia Firenze-Pisa via Lastra a Signa aperta nel 2006.
- Ponte Nuovo sull'Arno, collega i comuni di Signa e Lastra a Signa, attestato fin dal 1120 ed è sempre stato l'unico ponte di una certa importanza tra Firenze ed Empoli.
- Passerella sull'Arno collega i comuni di Signa e Lastra a Signa ed è posta sulle fondamenta del vecchio ponte fatto saltare in aria nel 1944 dai tedeschi in ritirata.

### Ponti sull'Arno nel Valdarno inferiore

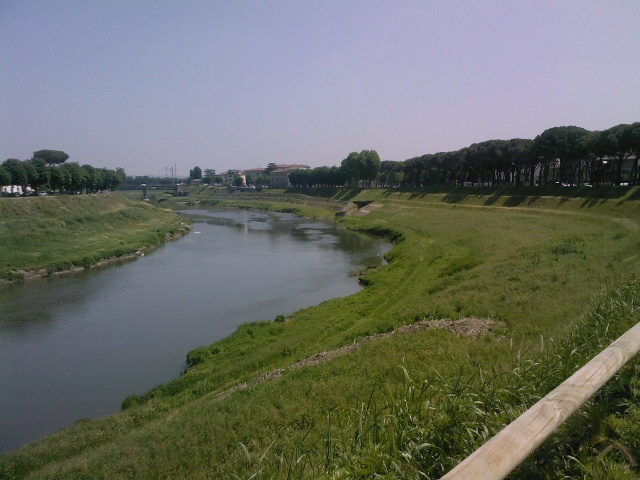
Arno a Empoli

- Ponte FS presso Camaioni. Adibito al transito della linea ferroviaria Firenze-Pisa.
- Ponte di Camaioni. Collega i comuni di Montelupo Fiorentino e Carmignano. È un ponte utile solo per il traffico locale, perché piccolo e molto stretto (permette il passaggio di una sola auto per volta). Sostituisce un antico traghetto.
- Ponte di Montelupo. Collega Montelupo Fiorentino e Capraia Fiorentina. Essendo preceduto lato Montelupo da sottopasso ferroviario basso e stretto, è utile solo per il traffico locale e percorribile solo da autovetture e mezzi di dimensioni limitate. Ciò nonostante è spesso congestionato nelle ore di punta. Sostituisce un antico traghetto.
- Ponte di Spicchio. Collega l'omonima frazione di Vinci a Empoli. È ubicato alle porte del centro storico di Empoli. Immettendo direttamente verso il centro e in direzione dell'uscita Empoli Est della Superstrada Firenze-Pisa-Livorno è molto trafficato e spesso congestionato. Per alleggerirne il traffico si discute da tempo della possibilità di costruire un ulteriore ponte tra Limite Sull'Arno e Montelupo Fiorentino, in località Fibbiana.
- Ponte di Avane. Situato all'estremità occidentale di Empoli, come il precedente ponte collega questa cittadina con Sovigliana di Vinci. La centralità di questo ponte dovrebbe essere accresciuta dopo la costruzione del nuovo percorso della Strada statale 429 con il suo raccordo alla Superstrada Firenze Pisa Livorno nel nuovo svincolo Empoli centro, inaugurato nel 2007. Sostituisce un antico traghetto.
- Ponte della Motta. Collega Marcignana, una frazione di Empoli e Bassa, frazione del comune di Cerreto Guidi.
- Ponte di Fucecchio. Collega Fucecchio con la sua frazione di San Pierino. Nel 2012 è stato inaugurato un nuovo ponte più ampio, alcune centinaia di metri più a monte connesso alla circonvallazione di Fucecchio, che collega la cittadina a San Miniato e alla relativa uscita della Superstrada Firenze Pisa Livorno.[6]

### Ponti sull'Arno della piana pisana

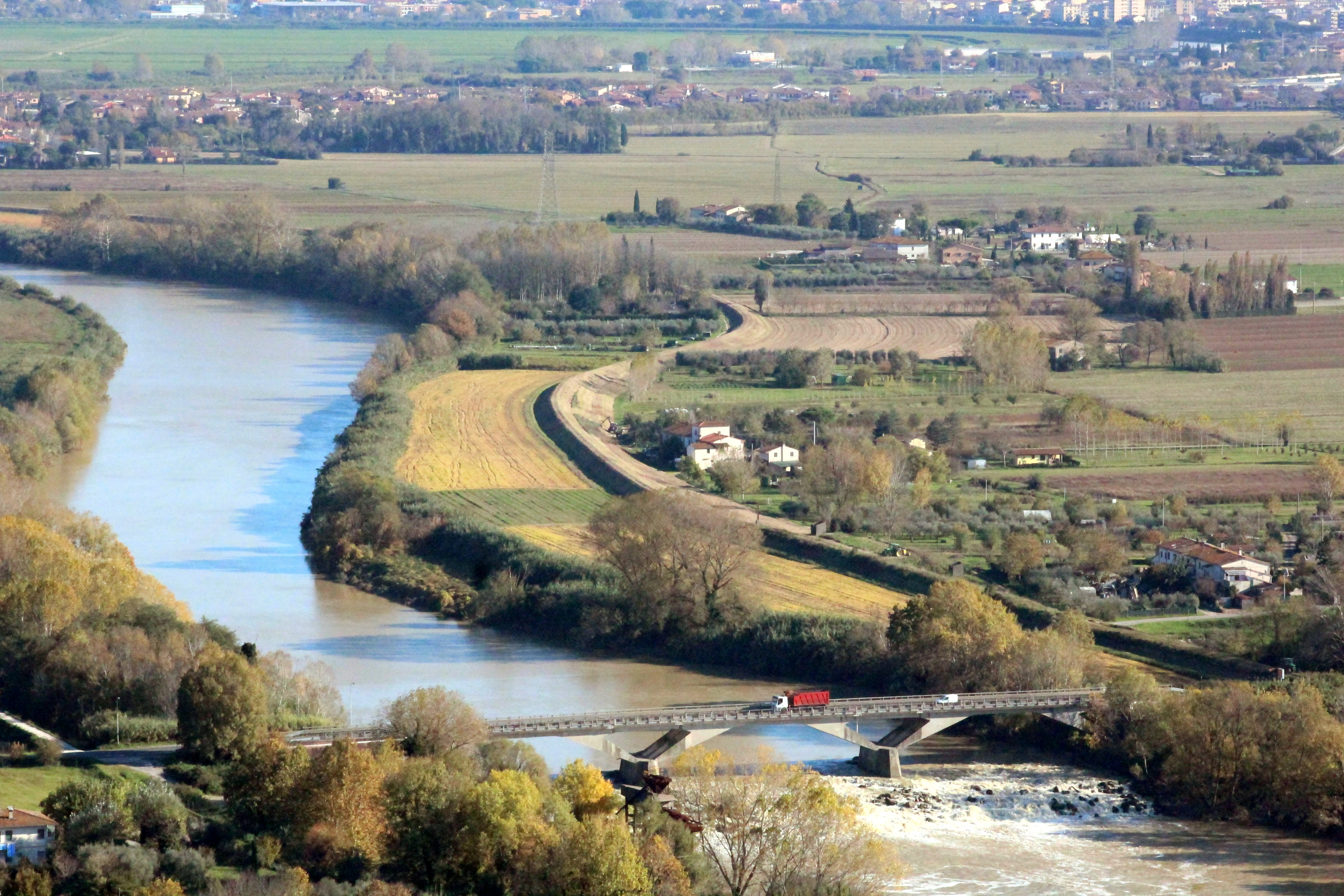
L'Arno e il ponte "della Botte".

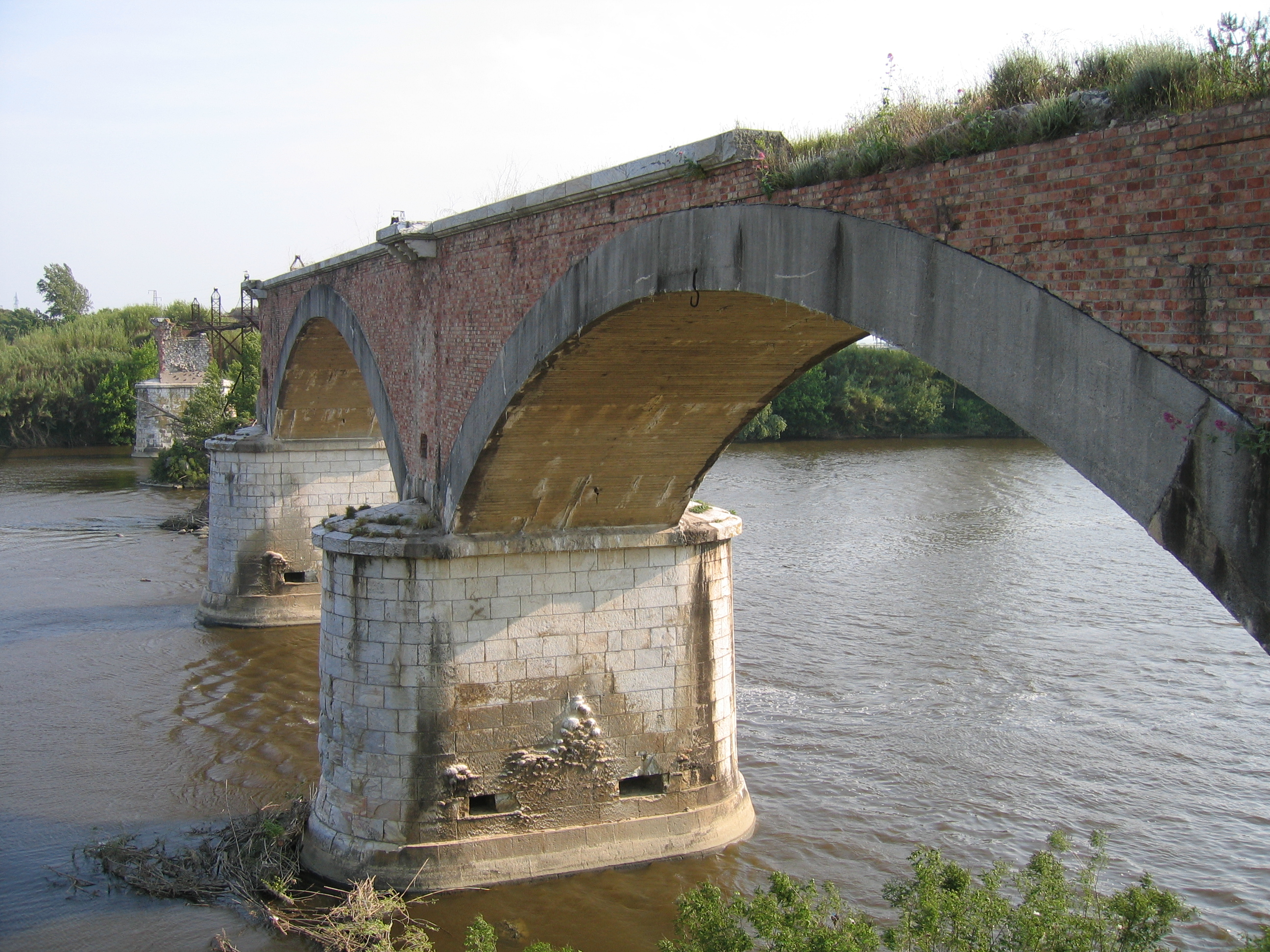
Resti del ponte della ferrovia Lucca-Pontedera

- Ponte di Santa Croce sull'Arno. Fra San Donato di San Miniato e il centro di Santa Croce sull'Arno. Spesso congestionato, per via dell'intenso traffico anche commerciale a cui è soggetto. Per ovviare all'inconveniente, è stato costruito un nuovo ponte più a valle che appartiene alla Bretella del Cuoio, che parte nelle immediate vicinanze della Superstrada Firenze Pisa Livorno (uscita Santa Croce sull'Arno) e la strada provinciale Nuova Francesca. La Bretella comprende un viadotto lungo 944 metri, alto 9 metri, sorretto da piloni distanti 50 metri l'uno dall'altro, divenendo così il più lungo della provincia di Pisa.
- Ponte di Castelfranco di Sotto. Fra San Romano di Montopoli in Val d'Arno e il centro di Castelfranco di Sotto.
- Ponte di Ponticelli. Fra Capanne di Montopoli in Val d'Arno e Ponticelli di Santa Maria a Monte. Inaugurato nel mese di dicembre 2003, costituisce il nuovo collegamento tra la Superstrada Firenze Pisa Livorno (uscita Montopoli in Val d'Arno) e la provinciale Nuova Francesca, detta anche circonvallazione del Comprensorio del Cuoio. Il ponte presenta una struttura mista acciaio e calcestruzzo e si articola su nove campate per uno sviluppo totale di 450 metri.
- Ponte della Navetta a Pontedera. Fra Pontedera e il comune di Calcinaia. In passato spesso congestionato a causa dell'intenso traffico, nel 2009 è stato sostituito da un nuovo attraversamento leggermente spostato a sud rispetto a quello attuale; la vecchia struttura dovrebbe essere riutilizzata come percorso ciclabile. Sostituisce un antico traghetto come suggerisce il nome.
- Ponte di Calcinaia, di cui congiunge il centro storico alla frazione di Oltrarno. Poco più a valle vi sono i resti del ponte della ferrovia Lucca-Pontedera.
- Ponte della Botte. Fra Fornacette (comune di Calcinaia) e San Giovanni alla Vena di Vicopisano.
- Ponte di Cascina, tra Cascina e Lugnano di Vicopisano.
- Ponte di Caprona. Fra Zambra di Cascina e Caprona di Vicopisano.

### Ponti sull'Arno a Pisa

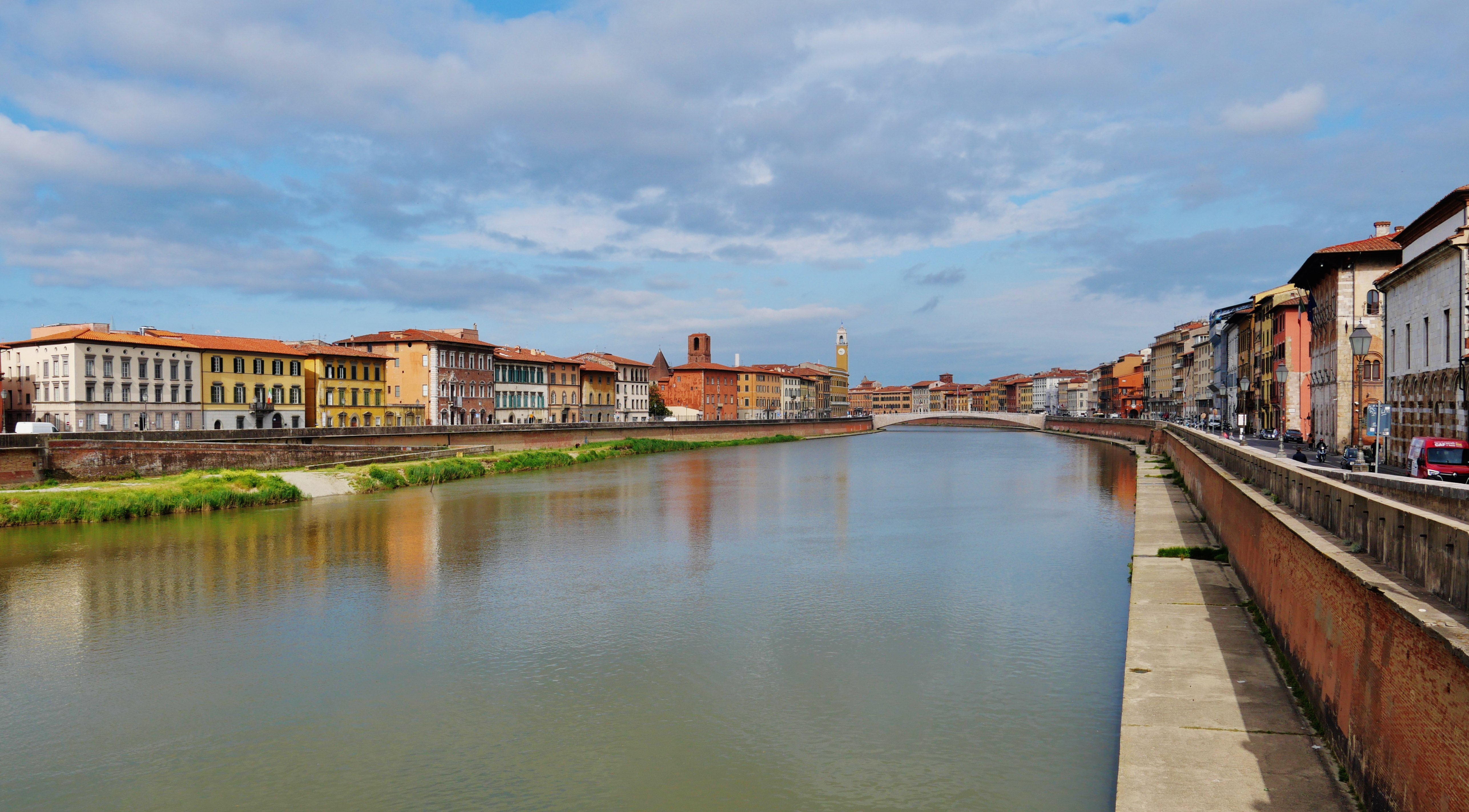
Lungarni pisani

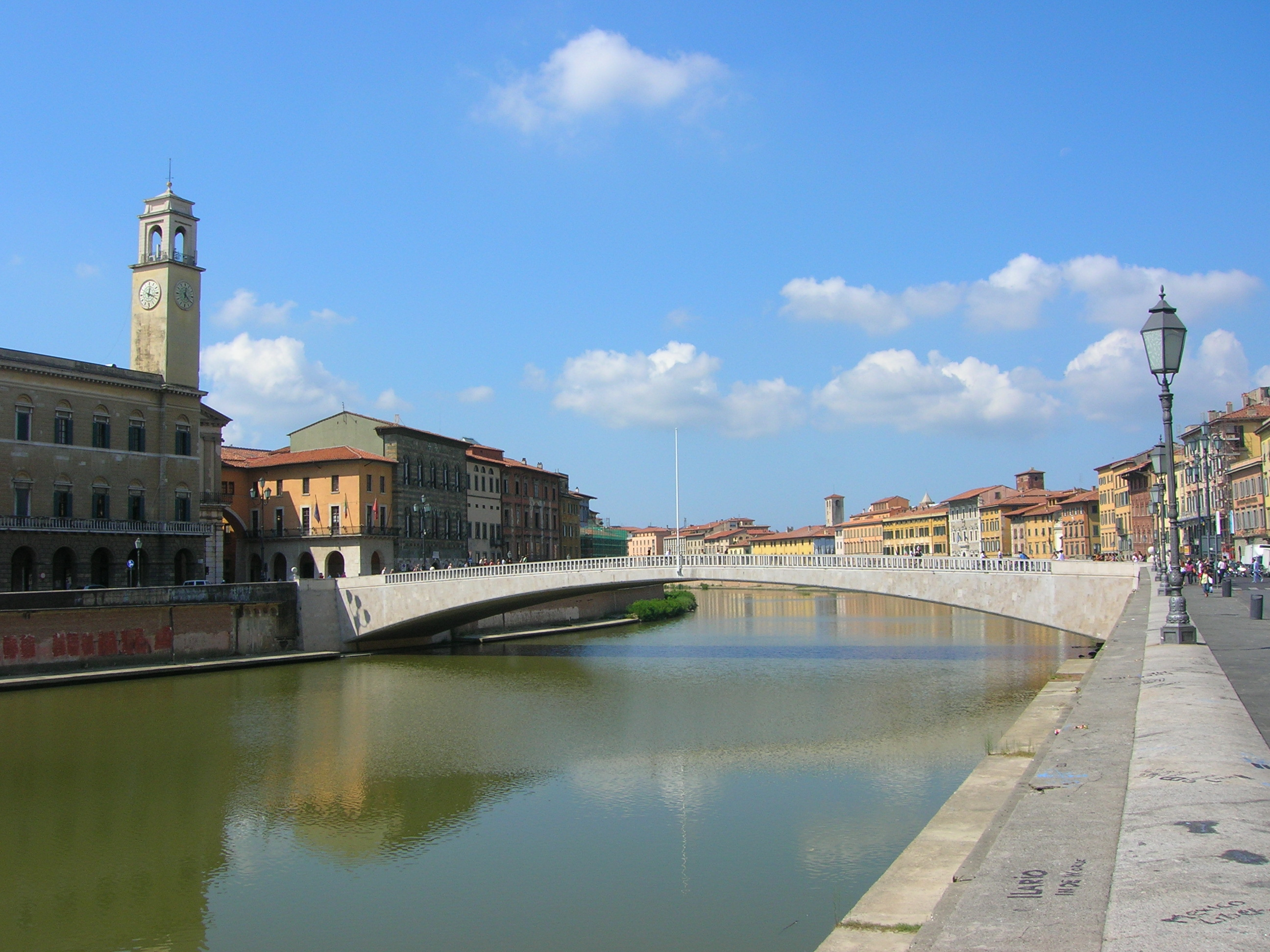
L'Arno e il Ponte di Mezzo

- Ponte ciclopedonale Riglione- Cisanello

- Ponte delle Bocchette
- Ponte della Vittoria: costruito tre volte, l'ultima nel primo dopoguerra, congiunge Piazza Guerrazzi a Mezzogiorno, con l'ingresso al Viale delle Piagge a Tramontana.
- Ponte della Fortezza: chiamato inizialmente ponte di Spina, unisce l'incontro tra i Lungarni Mediceo e Buozzi a Tramontana con l'incontro dei lungarni Fibonacci e Galilei a Mezzogiorno.
- Ponte di Mezzo: il ponte, situato idealmente nel centro della città, collega Piazza Garibaldi, nella parte di Tramontana, a Piazza XX settembre, a Mezzogiorno, ove si trovano il Municipio e le Logge di Banchi.
- Ponte Solferino: già Ponte Nuovo unisce l'incontro del lungarno Gambacorti con lungarno Sonnino a Mezzogiorno, al punto in cui, a Tramontana, si incontrano i lungarni Pacinotti e Simonelli.
- Ponte della Cittadella: uno degli ultimi ponti, andando verso la foce dell'Arno: unisce la Cittadella a Nord con Piazza San Paolo a Ripa d'Arno a Sud.
- Ponte della Ferrovia
- Ponte dell'Aurelia già ponte dell'Impero
- Ponte del CEP
- Ponte dell'autostrada A12

## Navigazione

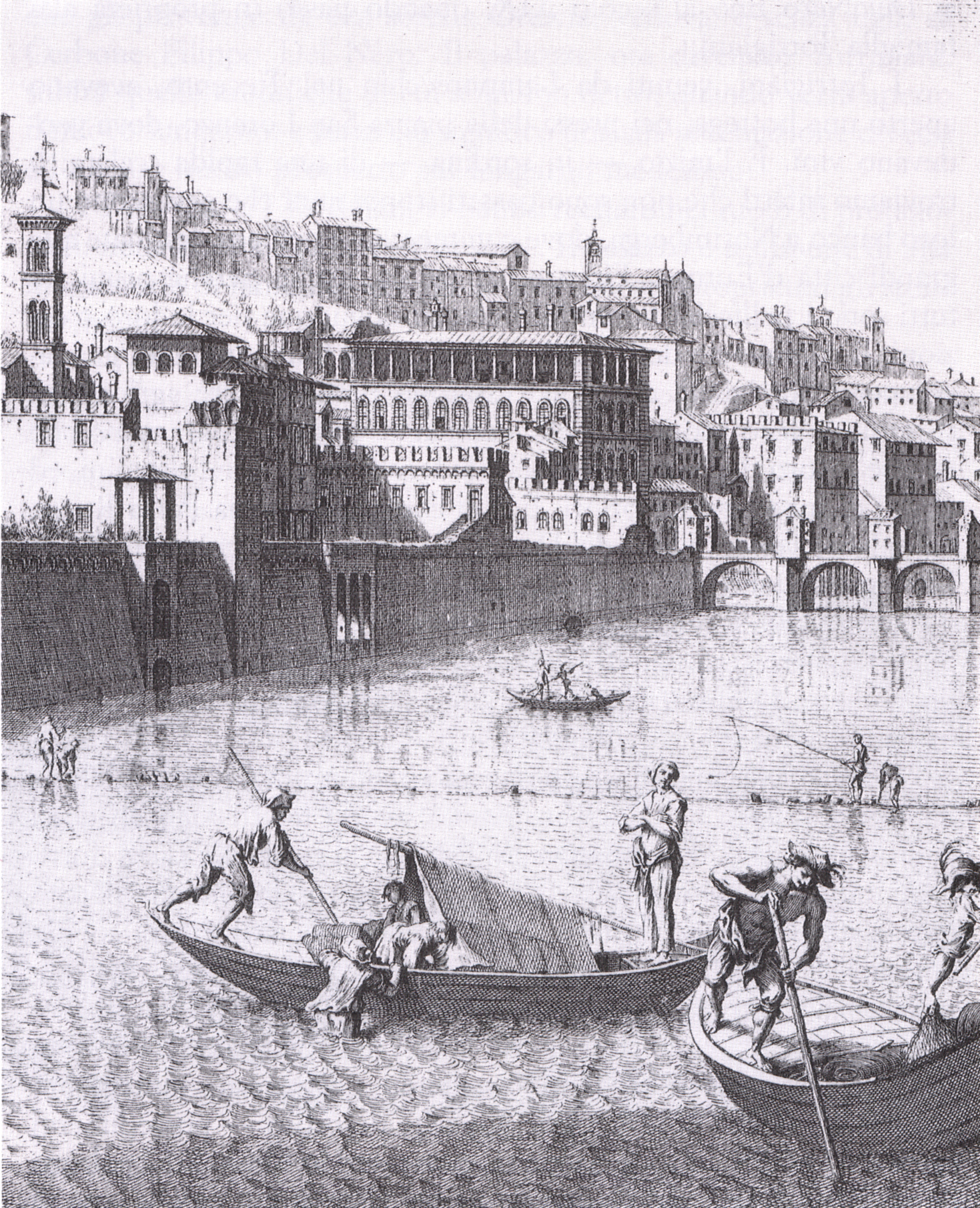
I navicelli sull'Arno al Ponte alle Grazie, in una stampa di Giuseppe Zocchi (XVIII secolo)

L'Arno è stato un'importante via di trasporto fluviale fino alla costruzione nel XIX secolo, della ferrovia Firenze-Livorno.
Il fiume nelle varie epoche è stato utilizzato soprattutto per le comunicazioni tra Firenze e la costa rese ancor più efficaci dopo la costruzione del canale dei Navicelli realizzato intorno alla metà del XVI secolo. Il canale congiungeva Livorno a Pisa e quindi all'Arno permettendo alle imbarcazioni di evitare la pericolosa foce dell'Arno nella risalita verso Firenze. Lo snodo pisano di congiunzione si componeva a partire dall'inizio del XVII secolo della cosiddetta "tettoia", che permetteva il carico e lo scarico dei navicelli in qualsiasi condizione atmosferica, e del "sostegno" ovvero una cateratta che permetteva di sollevare e spostare i navicelli dal fiume al canale e viceversa grazie a una grande ruota messa in movimento dalla forza di alcuni uomini posti al suo interno.
Nel periodo estivo il carattere torrentizio non garantiva una portata idrica in grado di fare raggiungere Firenze ai pur piccoli "navicelli"; per cui nel tempo presero importanza due scali più a valle: "Porto di Mezzo" (localizzato presso Lastra a Signa) e "Porto di Sotto", in località La Lisca nei pressi della Gonfolina. Nel periodo estivo le piccole imbarcazioni piatte si fermavano in uno di questi scali e le merci proseguivano per via terrestre.
Anche il tronco a monte di Firenze è stato utilizzato per la navigazione fin dal Medioevo. In questo caso si trattava del trasporto di legname delle foreste casentinesi. I tronchi venivano legati insieme a formare zattere dette "foderi" e così condotti con l'aiuto di lunghe pertiche fino in città. i foderi potevano inoltre servire a trasportare piccoli quantità di merci.
Uno dei trasporti più importanti che avvenivano tra il XVI e il XIX secolo sull'Arno era quello del "ferraccio", cioè della ghisa ottenuta dalla rudimentale fusione del minerale di ferro dell'isola d'Elba negli altiforni maremmani di Follonica, Cecina, Valpiana, Accesa e Campiglia. Il "ferraccio", così chiamato a causa del tenore di carbonio troppo elevato per potere essere lavorato dai fabbri, veniva quindi imbarcato fino a Livorno o Pisa e proseguiva con navicelli fino al “Porto di sotto”. Da qui se la portata dell'Ombrone lo consentiva, il minerale, trasbordato su barche più piccole, giungeva allo scalo del ponte all'Asse posto sulla riva di Poggio a Caiano. Il trasporto proseguiva con barrocci fino a Capodistrada presso Pistoia e poi con animali da soma verso le ferriere della montagna pistoiese, dove il "ferraccio" veniva riscaldato e battuto al maglio per decarburarlo e renderlo lavorabile.
Gli approdi e i porti fluviali avevano spesso anche funzioni doganali e di traghetto (c.d. nave, navetta, barca).

## Porti e scali fluviali
Segue l'elenco di porti, scali e traghetti lungo il fiume fino alla metà del XX secolo: (i termini nave, navetta indicano il servizio di traghetto fluviale)
- scalo di Pratovecchio nel Casentino, ove si mettevano nel fiume i tronchi tagliati delle foreste circostanti (c.d. foderi)
- scalo di Ponte a Poppi, altro approdo per i "foderi" che venivano trascinati a valle dalla corrente
- scalo di San Ellero (Ciliana) presso Rosano e Rignano
- porto di Remole, traghetto per le Sieci (nave ai Martelli, 1376) con pedaggio esente per le "gualchiere"
- scalo e nave di Ellera presso località La Venia con una pescaia
- porto di Compiobbi, nave al Canapo (1581)
- porto di Quintole, nave e gualchiere per San Donato a Torri
- scalo dell'Anchetta, nave (1564) fino al 1782 di proprietà dell'ospedale di S. M. Nuova
- scalo di Rovezzano, nave (1570. 1660)
- scalo di Ricorboli, nave al Moro (XV sec.)
- porto alle Forche, presso la foce dell'Affrico in uso dei Vallombrosani per l'abbazia di Girone
- porto al Bisarno o alla Pigna (riva sinistra)
- scalo delle Travi a Firenze: scalo delle "fodere" del Casentino e imbarco per i Vallombrosani dell'abbazia del Girone
- scalo della Porticciola a Firenze in uso dei Vallombrosani per l'abbazia di Girone
- scalo dei Renai a Firenze (1843)
- porto del Pignone, nave per il porto di Ognissanti alla Sardigna
- porto di Ognissanti, nave
- scalo dell'Isolotto, all'altezza delle "Cascine"
- porto di Peretola o Petriolo, nave
- porto di Brozzi e nave di S. Stefano di Ugnano
- scalo di Peino
- porto di Sopra o Porto Grande o Porto di Firenze a Ponte a Signa (1217), ultimo approdo navigabile nella stagione secca
- scalo della Steccaia della Badia a Settimo, dogana fluviale e nave per S. Donnino
- porto di Mezzo, a Mezzana, dogana fluviale
- porto presso l'osteria della Lisca, nave e imbarco delle pietre della Gonfolina e delle ferriere
- porto di Sotto a Brucianesi o di Lamole
- scalo di Camaioni, nave per Artimino
- scalo di Capraia, nave per Montelupo, pescaia
- scalo di Fibbiana per Capraia
- scalo dell'Ambrogiana, villa granducale
- scalo di Bibbiani o di Castellina di Greti a Limite, nave per la villa Frescobaldi
- scalo della Tinaia (fattoria medicea) o della Piaggia (1549), nave per Limite; cantiere dei navicelli
- scalo e puntone di Spicchio di Vinci (Pagnana Mina), nave per Empoli
- nave di Bocca d'Orme
- nave di Cortenuova
- scalo dei Bini a Empoli
- scalo dei Cappuccini o delle Conce
- scalo dei Marinelli
- scalo del Molino
- porto di Empoli Vecchio presso Avane, nave di Petroio dei conti Alessandri (1580)
- porto di Pagnana o della Motta, nave di Vitiana
- nave di Marcignana per Cerreto Guidi
- porticciolo di Isola, nave di Bocca d'Elsa per Cerreto Guidi
- scalo di Cerreto Guidi, nave di Ripoli
- scalo di S. Martino a Colle e Castellina
- scalo di S. Pierino a Fucecchio, nave per Ponzano
- scalo di Santa Croce, nave di S. Tommaso per Montopoli
- scalo di Castelfranco, callone doganale (1569) e nave a Le Buche per Montopoli
- scalo della Rotta
- scalo della Navetta a Santa Maria a Monte, nave alla foce dell'Usciana per Tiglio
- scalo di Calcinaia, cantiere dei navicelli, nave a Montecchio per Pontedera
- scalo delle Fornacette, nave presso il Trabocco dell'Arnaccio
- porto di San Giovanni alla Vena
- porto di S. Lucia a San Frediano a Settimo, barca di Noce per Uliveto Terme
- scalo e nave di Cascina
- scalo di Cercigliana
- scalo di Lugnano
- scalo e nave di Naviccio a San Prospero di Via Cava
- nave di Navacchio
- scalo delle Bocchette a Putignano di Pisa, barca per l'abbazia di San Savino
- scalo del ponte alla Fortezza a Pisa sulla riva di Tramontana
- scalo del Piaggione (per il deposito delle granaglie) sulla riva di Mezzogiorno
- scalo della Fontina a Pisa, riva di Tramontana
- scalo delle Rene a Pisa, riva di Mezzogiorno
- scalo dei Vinaioli a Pisa, riva di Tramontana
- scalo dei da Scorno (1607), riva di Mezzogiorno
- scalo dei Roncioni o di S. Donato a Pisa (1643, unico superstite), riva di Tramontana
- scalo del Boltri, a Pisa riva di Mezzogiorno
- scalo del Carbone o del Vigna a Pisa, riva di Tramontana
- scalo della Dogana ai Banchi al ponte di Mezzo, riva di Mezzogiorno
- scalo e nave della Sapienza (Studio Pisano). riva di Tramontana
- scalo di Palazzo Giuli Rosselmini Gualandi, nave per il Palazzo Reale, riva di Mezzogiorno
- scalo di Palazzo Reale o di S. Nicola, nave per Palazzo Blu, riva di Tramontana
- scalo privato dei Leoli, riva di Tramontana
- scalo delle Conce (sopra la chiesa della Spina), nave per lo scalo dei Castellani, riva di Mezzogiorno
- scalo dei Castellani, nave per le Conce, riva di Tramontana
- scalo di Capo Cavallo, riva di Tramontana
- scalo del Sale (Porta a Mare a Pisa), collegato con il "Sostegno" che immetteva nel canale dei Navicelli per il porto di Livorno
- scalo dell'Arsenale o di S. Barbara, antistante gli arsenali navali, riva di Tramontana
- scalo di San Giovanni al Gatano
- scalo di Bocca d'Arno, dal 1761 con fortino esagonale demolito verso il 1932